# Lucius Cassius Dio
Lucius Cassius Dio (ca. 155 – na 229) was een Romeins senator van Griekse afkomst en geschiedschrijver uit de 2e/3e eeuw na Chr en daarmee het prototype van de geromaniseerde Griek. Hij was de laatste Romein die een algemene geschiedenis schreef van het Imperium Romanum. Zijn werk zou in het Byzantijnse Rijk nog lang dé standaard blijven voor Romeinse geschiedenis. Hij was ook bedreven in de kunst van het interpreteren van prodigmata (voortekens).

## Leven
| Parallelbronnen - Velleius Paterculus (ca. 19 v.Chr. - 31) - Tacitus (ca. 55 - 120) - Suetonius (69/70 - 140) - Historia Augusta |

Lucius Cassius Dio werd als Griek en zoon van Cassius Apronianus, lid van een belangrijke lokale familie én senator, geboren te Nicaea in Bithynia (ca. 164/5 na Chr.). Hij begon in Nicaea met een retorenopleiding, tijdens welke hij geïnteresseerd raakte voor onder andere Thucydides. Door zijn vader mee naar Rome gebracht, voltooide hij er zijn opleiding.
Nadat zijn vader hem geïntroduceerd had in de senaat, vestigde Dio zich in 180 te Rome. Hij deed daar zijn eerste ervaringen op als ambtenaar en schopte het rond 190 tot senator. Toen in 192 keizer Commodus vermoord werd en Septimius Severus als overwinnaar uit de strijd kwam, stuurde Dio een werkje naar Severus over dromen en voortekenen die zijn troonsbestijging voorspelden. Zo kwam Dio terecht in de kringen van het Severische huis. Hij werd praetor (195) en provinciegouverneur onder het goedkeurend oog van zijn vriend Septimius Severus. In 204 werd hij consul.
Toen Dio, die Septimius' zoon Caracalla vergezelde in Klein-Azië, zag hoe deze enkele senators onbeschoft behandelde, kookte hij inwendig van woede. Hij was immers zelf ook een senator. Vanaf 218 reisde Dio vaak buiten Italië rond in verschillende functies. In 222 ging hij naar Nicaea, waar hij ziek werd. Zijn daimonion (inwendige stem) kondigde zijn pensioen aan, maar tevens het herstel van de senaat. Dio werd echter beter en een nieuwe fase in zijn ambtelijke loopbaan begon.
Hij werd achtereenvolgens gouverneur van Africa (223), Dalmatië (224 - 226) en tot slot Pannonia (226 - 228), waar hij voor het eerst drie legioenen onder zich had, die hij met harde hand drilde. In 229 was hij voor de tweede keer consul, in de tijd van keizer Alexander Severus. Uiteindelijk keerde hij terug naar Nicaea waar hij zijn grote historische werk voltooide.

## Werken

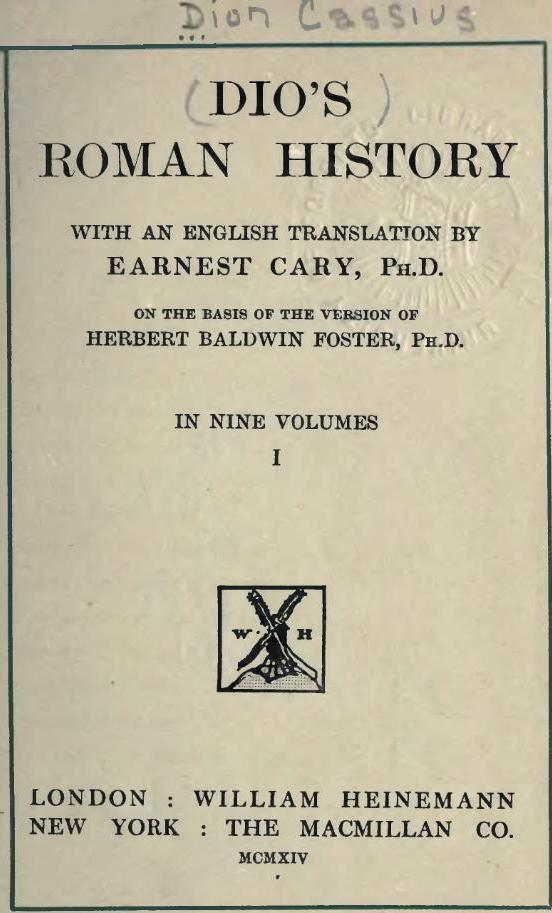
Titelpagina van uitgave van de Romeinse geschiedenis in de Loeb Classical Library

### Biografie van Arrianus
Waarschijnlijk een jeugdwerk dat Dio schreef over zijn streekgenoot Arrianus.

### Werk overProdigia
Dit werk over dromen en voortekenen schreef hij in 192, waarin hij de troonsbestijging van Septimius Severus voorspelde. Hij stuurde dit werk op naar Septimius, die hierdoor zeer gevleid was en Dio opnam in zijn persoonlijk entourage.

### Gebeurtenissen vanaf Commodus' dood
Na dit werk had hij de smaak te pakken, en schreef hij ook nog - op aansporen van zijn daimonion - een verslag van de burgeroorlog van 193 tot 197. Dit viel erg in de smaak, zo laat hij ons weten.

### Romeinse geschiedenis
Omdat zijn laatste werk zo goed was ontvangen, besloot Dio om een werk te wijden aan de Romeinse geschiedenis vanaf de stichting, die traditioneel in 753 v.Chr. plaatsgevonden zou hebben. Hij zou hier meer dan twintig jaar aan werken, waarvan tien jaar alleen al aan het zoeken van zijn bronnenmateriaal. Hij vestigde zijn naam onder de groten der historici met zijn Romeinse Geschiedenis (῾Ρωμαϊκὴ ῾Ιστορία), een omvangrijk geschiedwerk in het Grieks dat slechts gedeeltelijk bewaard bleef. Zijn overzicht van de geschiedenis begint met de stichting van Rome en reikte tot de regering van keizer Alexander Severus. Als onkreukbaar en objectief ambtenaar koos hij geen partij tegenover de gebeurtenissen en conflicten in vroegere eeuwen. Hij was echter wel zo slim om pas kritiek te hebben op Septimius Severus na diens dood.

## Beknopte bibliografie
- Cassius Dio, Vier keizers. Rome onder Tiberius, Caligula, Claudius en Nero, vertaald door G.H. de Vries, Amsterdam, 2000, pp. 7-25.

## Nederlandse vertalingen
- Cassius Dio, Vier keizers. Rome onder Tiberius, Caligula, Claudius en Nero, vertaald door G.H. de Vries, Amsterdam, 2000. ISBN 9025308716
- Cassius Dio, Caligula, vertaald door G.H. de Vries, Amsterdam, 2000. ISBN 9789331301260
- Cassius Dio, Augustus. Keizer van Rome, vertaald door G.H. de Vries, Amsterdam, 2002. ISBN 9025306624
- Cassius Dio, Samenzwering en verraad. De strijd om de macht na de moord op Julius Caesar, vertaald door G.H. de Vries, Amsterdam, 2006. ISBN 9025308813

### Primair
- (nl)  Cassius Dio, Geschiedenis van Rome. Boek 37, vertaald door Kox Kollum, 2002. Werk in uitvoering, vertaald: boek XXXVII paragrafen 1-21.
- (en)  Roman History (Cassius Dio). Engelse vertaling van Prof. Earnest Cary (1914 tot 1927), destijds gepubliceerd in Loeb Classical Library; nu op website penelope.uchicago.edu.
- (grc) /(fr)  L’Histoire romaine (Cassius Dio). Griekse tekst: klik op het gewenste boek (Livre) en dan op Texte; Franse naast Griekse tekst: klik op het gewenste boek (Livre) en dan op Lecture. Website hodoi.fltr.ucl.ac.be.

### Secundair
- (en)  Artikel over Cassius Dio in Encyclopedia.WorldSearch
- (en)  Artikel Cassius Dio and Ulpian door Robert L. Cleve
- (en)  Suetonius en de regering van Tiberius: een vergelijking met andere bronnen (d.i. Tacitus, Cassius Dio en Velleius Paterculus)

## Voetnoten
1. ↑  Latere auteurs geven hem het agnomen Cocceianus, maar deze is mogelijk niet authentiek (Cassius Dio, Vier keizers. Rome onder Tiberius, Caligula, Claudius en Nero, vertaald door G.H. de Vries, Amsterdam, 2000, p. 7.).
2. ↑  Dio beschouwde zichzelf als een autoriteit op dit gebied.
3. ↑  Voor de reconstructie van zijn leven zijn we volledig afhankelijk van wat Dio ons vertelt in zijn Romaïkè historia, daar er geen andere auteurs zijn die ons over Dio's leven gegevens verschaffen (Cassius Dio, Vier keizers. Rome onder Tiberius, Caligula, Claudius en Nero, vertaald door G.H. de Vries, Amsterdam, 2000, p. 7.).
4. ↑   (Cassius Dio, Vier keizers. Rome onder Tiberius, Caligula, Claudius en Nero, vertaald door G.H. de Vries, Amsterdam, 2000, p. 8.).

- Bibsys: 90055780
- Biblioteca Nacional de Chile: 000140963
- Biblioteca Nacional de España: XX1251722
- Bibliothèque nationale de France: cb122023034 (data)
- Catàleg d'autoritats de noms i títols de Catalunya: 981058522291206706
- CiNii: DA02099596
- Gemeinsame Normdatei: 118525824
- International Standard Name Identifier: 0000 0001 2144 1495
- Library of Congress Control Number: n79084710
- Nationale Bibliotheek van Tsjechië: jn19981000657
- Nationale bibliotheek van Australië: 35723341
- Nationale Bibliotheek van Israël: 987007259440005171
- Nationale Bibliotheek van Polen: a0000001184198
- Nationale en Universitaire bibliotheek Zagreb: 000362910
- Nederlandse Thesaurus van Auteursnamen: 069534306
- Réseau des bibliothèques de Suisse occidentale: 02-A000029524
- Istituto Centrale per il Catalogo Unico: CFIV088577
- LIBRIS: 183846
- SNAC: w6c56ngc
- Système universitaire de documentation: 03064870X
- Trove: 1058806
- Virtual International Authority File: 95167625